# Monspart Sarolta
Monspart Sarolta (Budapest, 1944. november 17. – 2021. április 24.) a Nemzet Sportolója címmel kitüntetett  tájfutó világbajnok, tizennégyszeres magyar bajnok, sífutásban hatszoros magyar bajnok. Az első nő Európában, aki három órán belül futotta le a maratoni távot. Aktív sportpályafutását kullancs okozta betegség (enkefalitisz) szakította meg. Ezt követően nőket buzdított arra, hogy egészségesen éljenek, és ennek egyik lehetséges módja a futás.

## Élete
1963-ban érettségizett a budapesti Szilágyi Erzsébet Gimnáziumban. 1960-ban a Budapesti Pedagógus színeiben kezdett komolyan futni, 1969-ben igazolt át a Budapesti Spartacushoz. 1964 és 1977 között sorozatban 14 magyar egyéni bajnoki címet nyert tájfutásban. Ezen felül 9 váltó és 11 csapat bajnoki címet szerzett így összességében 34-szeres tájfutó magyar bajnok.
Telente sem pihent, sífutásban a Vasas SC versenyzőjeként begyűjtött hat magyar bajnoki címet. A nagy sikert az 1970-es évek hozták meg számára, 1972-ben első nem skandinávként győzött a Csehszlovákiában rendezett tájfutó világbajnokságon. 1976-ban első nem skandinávként megnyerte a Svédországban rendezett ötnapos tájfutó versenyt, az O-Ringent. 1978-ban Atlantában a maratoni futás nem hivatalos világbajnokságán ezüstérmes lett. Ugyanebben az évben kullancsencephalitis betegítette meg, amelybe majdnem belehalt. 6 nap kóma, hat hét intenzív ápolás után felépült, de részben béna maradt a jobb lába, ennek ellenére haláláig aktív sportéletet élt és az élsport helyett a sportdiplomáciai karrierjébe fektette energiáit.

„Nem ez a döntő. Sokan elmondják, mennyit imádkoztak értem 1978-ban, amikor egy hétig mentem a halál felé. Két erdészbácsi meghalt mellettem az intenzív kórteremben. Valószínűleg az én élsportoló szervezetem sokkal jobban tudott regenerálódni. Nem élek vissza a betegségemmel, de élek vele. Elmondom, hogy tessék itt vagyok, sánta vagyok, mégis tartom magam. És ha a szkeptikusok még azt is látják, hogy a nagy fenekű Mariska néni gyalogol velem, akkor ők is könnyebben elindulnak.”

– Monspart Sarolta

Két diplomát is szerzett: elvégezte az ELTE Természettudományi Kar matematika–fizika tanári szakát, és a Testnevelési Főiskola sportvezető és szakedző szakát. Az Országos Egészségfejlesztési Intézetben dolgozott, egyebek mellett a Johan Béla Népegészségügyi Programban vett részt, az Avon országos női mozgásprogram szakmai vezetője, továbbá a Wesselényi Miklós Sport Közalapítvány elnöke volt 2004 októberéig.
Az Országos Gyalogló Idősek Klubhálózata néven időskorúaknak népszerűsítette a mozgást, továbbá három kerületben vezetett gyaloglóklubot.
2003. június 23-án Mádl Ferenc köztársasági elnök érdeméremmel ismerte el munkásságát.
Két ízben volt jelölt a Nemzet Sportolója címre, amikor Puskás Ferenc, majd Zsivótzky Gyula halálával a tizenkét hely egyike megüresedett. 2010-ben Prima Primissima díjban részesült.
2020. április 21-én hivatalosan is tagja lett a Nemzet Sportolói társaságnak, miután Székely Éva halálát követően a testület tagjai őt javasolták maguk mellé tizenkettedik tagnak, de a megtisztelő címet csak alig egy évig viselhette, mivel 2016 óta rákos megbetegedéssel küzdött.
2021. május 3-án kísérték utolsó útjára a budapesti Farkasréti temetőben.

## Kötetei
- Miltényi Márta–Monspart Sarolta: A futás csodálatos világa, illusztráció: Ránky Ernő, táblázatok, térképek: Bodor Piroska és Olgyay Gézáné; Sport, Budapest, 1990
- Így csináljuk mi! szöveggyűjtemény, összeállította: Horváth Nikoletta, felelős szerkesztő: Monspart Sarolta, Egészségesebb Munkahelyekért Egyesület, Budapest, 1998
- Feketes Krisztina–Fébó Éva–Monspart Sarolta: A testedzésben gazdag életmód világnapjai, Országos Egészségfejlesztési Központ, Budapest, 2002
- Fekete Krisztina–Kishegyi Júlia–Monspart Sarolta: A szív konyhájának receptkönyve, Országos Egészségfejlesztési Intézet, Budapest, 2004
- 50 év futás, 1960–2010 Monspart Saroltának írtuk, szerkesztette: Korik Vera, Hegedüs Ágnes, Hegedüs András; Ábel Térképészeti Kft., Budapest, 2010

## Díjak, elismerések

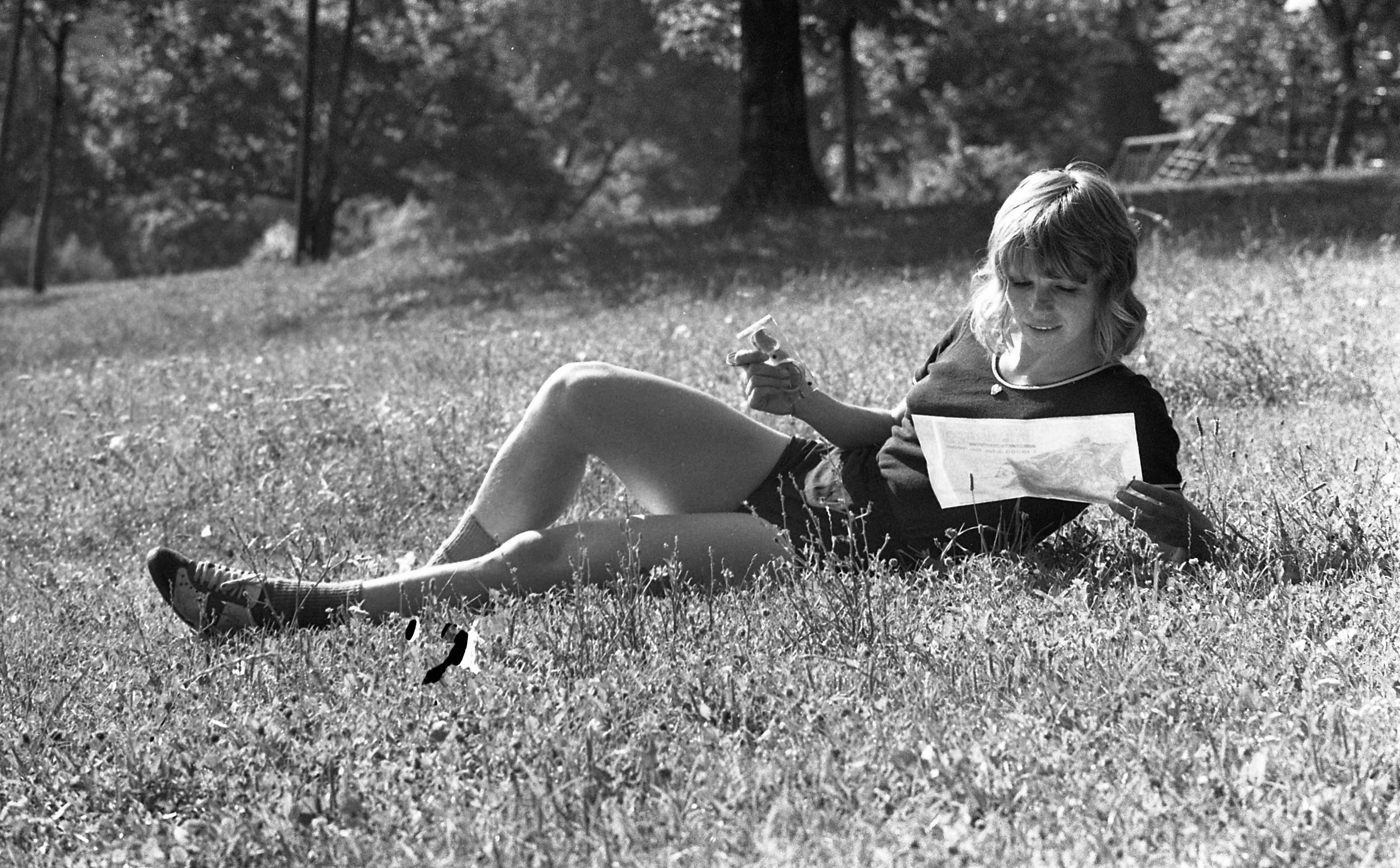
1978-ban az Anna-réten (Urbán Tamás fotója)

- Kétszer kapta meg a Magyar Népköztársaság Sport Érdemérem arany fokozatát
- Kiváló Sportoló
- Érdemes Sportoló
- Fair Play-díjas
- Az év magyar tájfutója (1971–1977)
- Mesteredző (1989)
- Köztársasági elnök érdemérem (2003)
- A Nemzeti Sportszövetség Életműdíja (2006)
- Príma díj (2010)
- MOB Nők sportjáért különdíj (2012)[11]
- MOB Fair Play-díj, szabadidősport kategória (2014)
- A Magyar Érdemrend tisztikeresztje (2018)[12]
- Hegyvidék díszpolgára (2019)[13]
- A Nemzet Sportolója (2020)

## Családja
Férje, Feledy Péter televíziós szerkesztő és műsorvezető. Fiuk, Feledy Botond, aki 1981-ben született, édesapjához hasonlóan jogi diplomát szerzett.

## Emlékezete
- 2021-ben róla nevezték el a Margit-sziget parti sétányain kiépített futókört[15]
- Monspart Sarolta Egészséges Életmódért Alapítvány
- Monspart Sarolta-díj az idősekért
- Monspart Sarolta-díj a tájfutásért
- Emléktáblája a Normafánál (2023)[16]
- Nevét őrzi az 586003 Monspartsarolta kisbolygó.[17]